# Iolaus scintillans
Iolaus scintillans är en fjärilsart som beskrevs av Aurivillius 1905. Iolaus scintillans ingår i släktet Iolaus och familjen juvelvingar. Inga underarter finns listade i Catalogue of Life.